# Heinrich von Bamberger

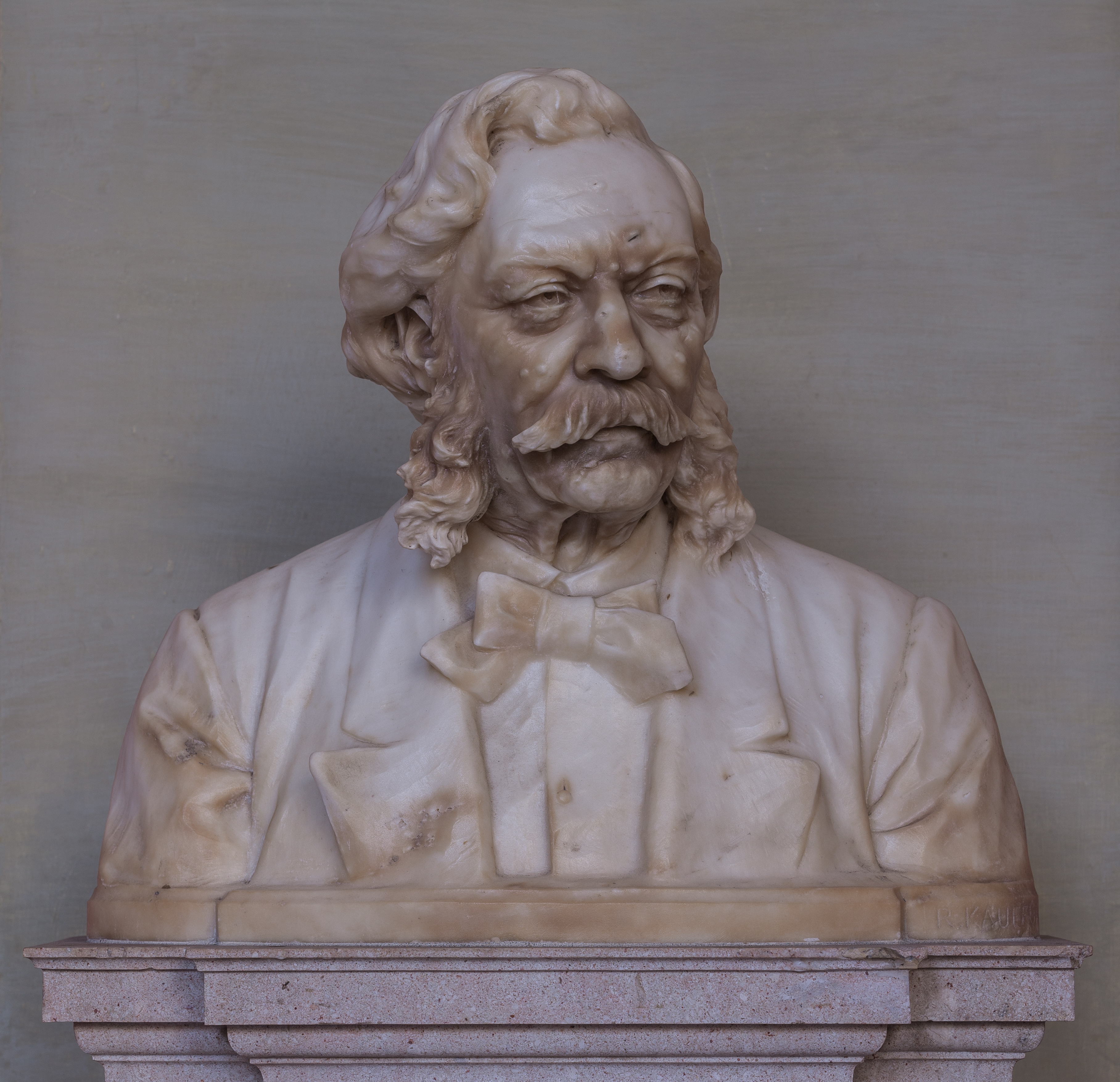
Popiersie na Uniwersytecie Wiedeńskim

Heinrich von Bamberger (ur. 27 grudnia 1822 w Zwonarce pod Pragą, zm. 9 listopada 1888 w Wiedniu) – austriacki lekarz patolog.

## Życiorys
W 1847 otrzymał tytuł doktora medycyny na Uniwersytecie Karola w Pradze, od 1851 by 1854 był asystentem w klinice Johanna von Oppolzera w Wiedniu. W 1854 roku został profesorem patologii terapeutycznej na Uniwersytecie Juliusza i Maksymiliana w Würzburgu. Od 1872 był z powrotem w Wiedniu, gdzie zastąpił Oppolzera na katedrze patologii i terapii. Jego synem był lekarz chorób wewnętrznych Eugen von Bamberger (1858–1921).
Bamberger był specjalistą w dziedzinie patologii układu oddechowego i krążenia, pozostawił prace na temat schorzeń osierdzia, serca i dużych naczyń. Jako jeden z pierwszych opisał krwiopochodną albuminurię, mocznicowe zapalenie osierdzia i uogólnione zapalenie błon surowiczych. Historycznie, skurcze mięśni kończyn dolnych określano jako chorobę Bambergera.
W 1857 roku opublikował Lehrbuch der Krankheiten des Herzens, jeden z pierwszych podręczników patologii serca.

## Wybrane prace
- Die Krankheiten des chylopoetischen Systems. Enke, Erlangen 1855
- Lehrbuch der Krankheiten des Herzens. Braumüller, Wien 1857
- Über Baco von Verulam. Würzburg 1865